# Galen Marek

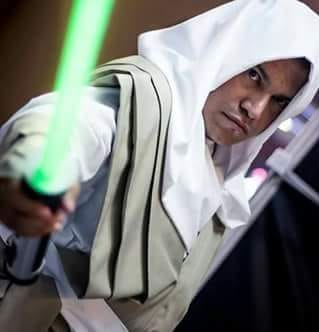

Galen Marek ou Starkiller é um personagem fictício da franquia de ficção científica Star Wars, protagonista da série The Force Unleashed. A voz e a aparência do personagem foram concedidos pelo ator Samuel Witwer. Treinado desde criança pelo antagonista Darth Vader, "Starkiller" tornou-se seu aprendiz secreto, sendo descrito como "menos assassino e mais rolo-compressor da Força". O nome do personagem foi aproveitado do nome original de Luke Skywalker, que seria "Anakin Starkiller".

## Biografia fictícia
Starkiller é o protagonista do jogo Star Wars: The Force Unleashed, foi um aprendiz secreto de Darth Vader durante os primeiros dias do Império Galáctico. Era filho de Kento Marek, um Jedi líder da resistência Wookiee em Kashyyyk. Foi descoberto por Vader em seu planeta natal e desde então passou a ser treinado como aprendiz secreto no Lado Negro da Força. Também foi um dos fundadores da Aliança Rebelde.

### Descoberta e treinamento
Galen Marek nasceu e passou seus primeiros anos em Kashyyyk, onde seu pai, Kento Marek, liderava uma resistência de wookiees. Darth Vader descobre este movimento de caráter revolucionário e vai até Kashyyyk com a finalidade de esmagar a resistência e aniquilar o Jedi. Durante o confronto com Kento Marek, Vader sente a presença de alguém muito hablidoso com a Força: era Galen. Vader executa Kento e os soldados imperiais para que não matassem o menino e o leva para sua nave pessoal, a Executor, onde o Imperador Palpatine não suspeitaria de sua existência.
Sob a custódia de Vader, Galen aprendeu os ensinamentos Sith e recebeu o nome de "Starkiller". Depois foi treinado para aniquilar os Jedi que sobreviveram a Ordem 66. Starkiller foi enviado aos cantos mais remotos da Galáxia para executar os Jedi sobreviventes e assim tornar-se um poderoso Lord Sith. Porém, Darth Vader tenta matá-lo após o Imperador descobrir sobre seu aprendiz secreto. Numa tentativa de matá-lo, Vader o lança no espaço, mas o captura novamente e salva sua vida. Apesar de Vader tê-lo traído, Galen aceita sua nova missão: formar uma aliança rebelde para desviar a atenção do Imperador e de seus espiões, e então finalmente destruir  o Imperador. No fim, com sua missão já completa, ele descobre que o plano de Vader nunca foi matar o Imperador, e sim reunir todos os rebeldes e aniquilá-los de uma só vez. Galen não se conforma, além do que, depois dessa nova missão ele havia se tornado um Jedi, e começado a sentir afeto pelos rebeldes. Assim, ele decide salvá-los das mãos do Império, confrontando o próprio Darth Sidious. Aparentemente morto em Unleashed I, Star Wars: The Force Unleashed II revela que Vader criou clones do poderoso Jedi, sendo o personagem principal um clone de Starkiller.
Na sua primeira missão, Galen vai até sua nave, a Rogue Shadow, onde PROXY que lhe apresenta a capitã Juno Eclipse, sua piloto. Ela o leva a todos os planetas onde Galen cumpriria suas missões, chegando a discordar de algumas delas ao longo do jogo. Ainda assim, a parceria entre eles se aprofunda cada vez mais, e na última missão de Galen, mesmo sabendo que seriam poucas as chances de se reencontrarem, Juno o beija e o ajuda a resgatar a Aliança Rebelde das garras do Imperador. No fim, ela decide se juntar a Aliança Rebelde.

### Sabre de luz
Seu sabre de luz era vermelho, mas depois de ter sido traído por Vader ele acaba construindo um azul. Ele escolheu o azul pois combina com ele.

## Caracterização
Witwer disse que seu personagem seria "um pouco de Han Solo, Darth Maul e Indiana Jones" e "uma parte essencial de Luke Skywalker", salientando que por trás do personagem "deveria haver um garoto de olhos arregalados tentando descobrir o que fazer". Ainda de acordo com Witwer, a personalidade de Starkiller depende dos interlocutores e das circunstâncias em que ele se encontra. Witwer o chamou de "cara realmente interessante". Apesar de seu comportamento antagônico na maior parte do primeiro jogo, Starkiller seria "somente uma criança traumatizada", segundo Haden Blackman. Enquanto no primeiro jogo, Starkiller é um caçador, na sequência porta-se como um fugitivo. Matt Filbrandt, um dos produtores de The Force Unleashed II, afirmou que o personagem enfrenta uma crise existencial na segunda parte do enredo.

## Recepção
A UGO Networks classificou o personagem entre os 50 maiores do Universo Expandido de Star Wars. Jesse Schedeen, da IGN, definiu a aparição de Starkiller em SoulCalibur IV como a 2ª melhor bônus da história do jogo, complementando que sua inclusão no enredo é "como um dicotomia entre o bem e o mal, corrupção e redenção". Chris Buffa, por sua vez, o classificou entre os "25 maiores personagens de jogos eletrônicos" e acrescentou que "nada se compara a um bad boy". Em outra lista, Buffa o listaria em 19º maior anti-herói dos jogos. Em 2009, o GameSpot inclui "O Aprendiz" numa lista para eleger "os melhores personagens de jogos eletrônicos de todos os tempos"; foi eliminado contra Niko Bellic, de 'Grand Theft Auto IV.